# Román Torres
Román Aureliano Torres Morcillo, född 20 mars 1986 i Panama City, är en panamansk fotbollsspelare som sedan 2021 spelar för panamanska Universitario. Han spelar även för Panamas landslag.

## Karriär

### Klubblag
Román Torres startade sin karriär i Chepo som han debuterade för 2004. Han spelade senare i San Francisco och Cortuluá innan han 2007 skrev på för La Equidad. I Equidad utvecklades han till en mycket kompetent mittback och det visades intresse för honom från både Blackpool och Swansea City. Övergången till England blev dock aldrig av och istället följdes utlåningar till först Atlético Junior och senare Atlético Nacional.
Torres blev 2012 utlånad till Millonarios innan han 2015 skrev på för MLS-klubben Seattle Sounders.

### Landslag
Román Torres gjorde debut för Panamas landslag 17 juli 2005 mot Sydafrika i Gold Cup, där Panama vann silvret. I Gold Cup vann han silver även 2013 och ett brons 2015.

#### Internationella mål
| No  | Datum             | Spelplats                                                        | Motståndare         | Mål | Resultat | Tävling                   |
| --- | ----------------- | ---------------------------------------------------------------- | ------------------- | --- | -------- | ------------------------- |
| 1.  | 3 mars 2010       | Estadio Metropolitano de Fútbol de Lara, Barquisimeto, Venezuela | Venezuela           | 1–0 | 2–1      | Vänskapsmatch             |
| 2.  | 6 februari 2013   | Estadio Rommel Fernández, Panama City, Panama                    | Costa Rica          | 2–0 | 2–2      | Kval till VM 2014         |
| 3.  | 24 juli 2013      | Cowboys Stadium, Arlington, USA                                  | Mexiko              | 2–1 | 2–1      | Gold Cup 2013             |
| 4.  | 10 september 2014 | BBVA Compass Stadium, Houston, USA                               | Nicaragua           | 2-0 | 2-0      | Copa Centroamericana 2014 |
| 5.  | 13 september 2014 | Los Angeles Memorial Coliseum, Los Angeles, USA                  | El Salvador         | 1-0 | 1-0      | Copa Centroamericana 2014 |
| 6.  | 27 mars 2015      | Ato Boldon Stadium, Couva, Trinidad och Tobago                   | Trinidad och Tobago | 1–0 | 1–0      | Vänskapsmatch             |
| 7.  | 3 juni 2015       | Estadio Rommel Fernández, Panama City, Panama                    | Ecuador             | 1–1 | 1–1      | Vänskapsmatch             |
| 8.  | 22 juli 2015      | Georgia Dome, Atlanta, USA                                       | Mexiko              | 1–0 | 1–2      | Gold Cup 2015             |
| 9.  | 13 juni 2017      | Estadio Rommel Fernández, Panama City, Panama                    | Honduras            | 2–2 | 2–2      | Kval till VM 2018         |
| 10. | 10 oktober 2017   | Estadio Rommel Fernández, Panama City, Panama                    | Costa Rica          | 2–1 | 2–1      | Kval till VM 2018         |

## Meriter

### Klubblag
San Francisco
- Panamanska ligan: 2005 Clausura

La Equidad
- Copa Colombia: 2008

Atlético Junior
- Colombianska ligan: 2010 Apertura

Atlético Nacional
- Colombianska ligan: 2011 Apertura

Millonarios
- Colombianska ligan: 2012 Finalización

### Landslag
Panama
- CONCACAF Gold Cup
  - Silver: 2005, 2013
  - Brons: 2015
- Copa Centroamericana
  - Guld: 2009
  - Silver: 2007